# Hopocan
Hopocan, né entre 1725 et 1740 et mort vers 1818 dans l'Indiana, également connu sous le nom de Captain Pipe, est un chef des amérindiens Lenapes, membre du clan du Loup.
Les Lenapes ne donnaient que rarement leur vrai nom, l'usage de surnoms était courant. Le vrai nom de Captain Pipe était Konieschquanoheel (qui se traduit par « Faiseur de lumière »). Son surnom était Hopocan qui signifie « pipe à tabac » — d'où son nom entré dans l'histoire, lors de la guerre d'indépendance des États-Unis, de Captain Pipe.
Bien que Hopocan a essayé de rester neutre pendant la guerre d'indépendance américaine, il s'est allié aux Britanniques après que beaucoup de membres de sa famille et de son peuple ont été tués au cours d'attaques menées par les Américains. Après la guerre, il a déménagé son peuple dans la vallée de l'Ohio. Il a fait des traités avec le Congrès continental pour essayer de protéger les terres des Lenapes. Les colons américains ont continué d'empiéter sur le territoire de son peuple. En 1812, il déménage avec son peuple vers l'ouest qui est aujourd'hui l'Indiana, où il serait mort. En 1821, la plupart des Lenapes se sont retirés au Kansas, qui était considéré comme faisant partie du Territoire indien. Ils étaient sous la pression des États-Unis pour quitter toutes les régions à l'Est du Mississippi.

## Biographie

### Guerre d'indépendance américaine
Pendant la Révolution américaine, Hopocan essaya de rester neutre. Il refusa de prendre les armes contre les rebelles, même après que le général Edward Hand a tué sa mère, son frère et plusieurs de ses enfants au cours d'une campagne militaire en 1778. Il avait omis de faire la distinction entre les différents groupes d'Amérindiens, et avait attaqué les Lenapes qui étaient restés neutres en essayant de réduire la menace amérindienne aux colons dans la vallée de l'Ohio, parce que d'autres tribus, comme les Shawnees, s'étaient alliées aux Britanniques.
En 1778, Hopocan était avec White Eyes et Gelelemend lorsqu'ils ont signé le premier traité entre le Congrès continental et les peuples autochtones. Plus tard cette même année, le général Lachlan McIntosh, commandant américain à Fort Pitt, demanda l'autorisation aux Lenapes de marcher à travers leur territoire pour attaquer le Fort Détroit. Hopocan et d'autres chefs Lenapes ont accepté, à condition que les Américains construisent un fort pour protéger les Lenapes de l'armée britannique et des colons américano-européens. En réponse, McIntosh a fait construire le Fort Laurens près des villages lenapes dans l'Est de l'Ohio. Il exigea des Amérindiens de l'Ohio d'aider les Américains à capturer le fort Détroit, et menaça de les exterminer s'ils refusaient.
Avec le temps, croyant que les Américains ne pouvaient pas les protéger contre les Britanniques et leurs alliés amérindiens, Hopocan et de nombreuses autres groupes de Lenapes ont commencé à s'allier aux Britanniques. Également en 1778, Hopocan et les membres de sa tribu qui soutenaient la guerre, ont quitté la région de la Tuscarawas et se sont réinstallés à proximité de la rivière Walhonding (en), à environ 25 kilomètres au-dessus de l'emplacement actuel de Coshocton.
En 1781, le colonel Daniel Brodhead attaqua et détruisit son village, mettant fin à la neutralité de Hopocan. Il devint le chef de file des Lenapes qui appuyaient les Britanniques et déplaça son peuple à Tymochtee Creek, près de la Sandusky. Ce village devint connu sous le nom de « Pipe's Town ». Aujourd'hui, Crawford dans le comté de Wyandot s'est développé à proximité. Hopocan a passé le reste de la guerre à résister à l'expansion américaine dans la vallée de l'Ohio.
En 1782, Hopocan a contribué à la défaite de l'expédition Crawford, dirigée par William Crawford. Cherchant vengeance pour le massacre de Gnadenhütten, dans lequel près de 100 Lenapes ont été tués, les guerriers ont marqué Crawford avec de la peinture noire au visage avant de l'exécuter. Lorsqu'ils ont effectué le rituel de la torture avant de le tuer, des témoins américains ont affirmé que Crawford supplia Simon Girty, un interprète loyaliste, de le tuer. Girty avait été emmené captif et adopté par les Sénécas alors qu'il était enfant et il savait qu'il serait probablement tué s'il intervenait durant le rituel. Il a été vivement critiqué par les Américains survivants pour avoir laissé Crawford être torturé,.